# Neotoma leucodon
Neotoma leucodon és una espècie de mamífer rosegador de la família dels cricètids. Viu als Estats Units i Mèxic. Els seus hàbitats naturals són els matollars, les zones rocoses, els cactussars i els boscos de pins i ginebres. És una espècie en risc mínim, és a dir, no sembla que hi hagi cap amenaça significativa per a la seva supervivència. El seu nom específic, leucodon, significa ‘dent blanca’ en llatí.